# 馬亞爾II
馬亞爾II（M31的G1），也稱為NGC-224-G1、SKHB 1、GSC 2788:2139、HBK 0-1、M31GC J003247+393440或仙女的星團，是一個繞著M31，也就是仙女座星系的球狀星團。
它的位置在距離仙女座星系核心130,000光年（40Kpc），並且是本星系群中絕對星等最亮的球狀星團，視星等為13.7等。G 1的質量被認為是半人馬座ω的兩倍，並且在核心可能有中等質量的黑洞（∼ 2×104 M⊙）。
它是由尼古拉斯馬亞爾（Nicholas Mayall）和O.J. Eggen在1953年首度從帕洛馬山天文台48吋施密特望遠鏡在1948年拍攝的乾版上檢出的。
由於恆星金屬量的分布很廣，包含了數個世代的恆星和許多的恆星創生时期，顯示經歷了數個世代的恆星創生，所以許多人認為他不是個真正的球狀星團，而是被仙女座星系吞噬的矮星系殘留下的星系核心殘骸。

## 名稱的來源
- 1991年，馬亞爾II因約翰·修茲勞、J.P. Brodie、S.M. Kent被稱為HBK 0-1.
- 1953年，尼古拉斯·U·馬亞爾和O.J. Eggen發現馬亞爾II。
- 1977年，馬亞爾II因华莱士·萨金特、C.T. Kowal、F.D.A. Hartwick和Sidney van den Bergh被稱為SKHB 1，也稱之為G1。

## 外部連結
- Astrophysical Journal, Vol. 370, p. 495-504
- Publications of the Astronomical Society of the Pacific, Vol. 65, No. 382, p. 24-29
- Astronomical Journal, vol. 82, p. 947-953 （页面存档备份，存于）
- NightSkyInfo.com: Mayall II （页面存档备份，存于）

Template:Andromeda Galaxy